# Puig del Mercader
El Puig del Mercader és una muntanya de 558 metres que es troba al municipi d'Albanyà, a la comarca catalana de l'Alt Empordà.